# Place des Minimes
Pour les articles homonymes, voir Minimes.
La place des Minimes est une place située dans le 5e arrondissement de Lyon, en France

## Accessibilité
La place est desservie par la station Minimes - Théâtres Romains du funiculaire de Saint-Just.

## Situation et description
La place des Minimes est un espace public en dévers sur la colline de Fourvière, située entre le collège Jean-Moulin qui la borde côté ouest et la rue des Farges, côté est. De forme triangulaire, sa pointe est au sud où se situe l'accès au lycée de Saint-Just.

## Origine du nom

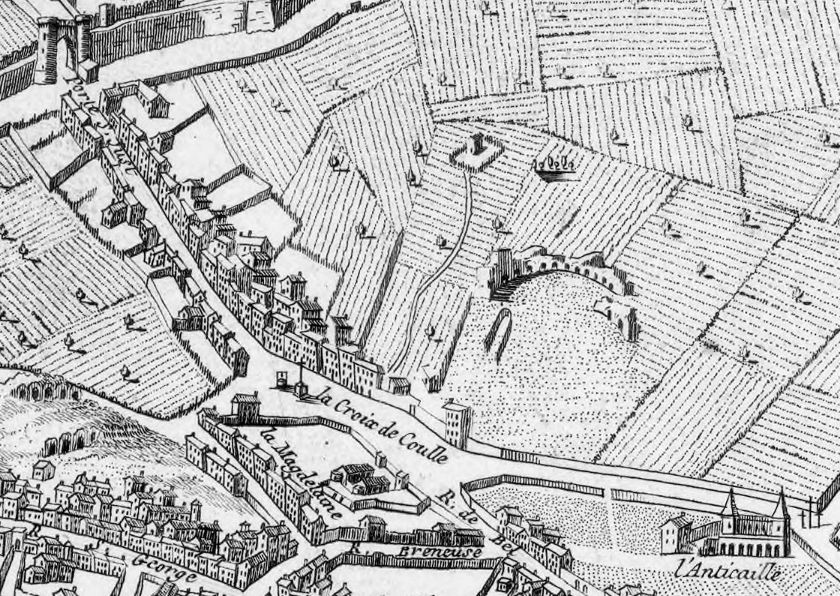
La Croix de Coulle sur le plan scénographique de Lyon de Maurille-Antoine Moithey en 1780.

Elle porte le nom de l'Ordre des Minimes, ordre religieux qui s'installe à Lyon vers 1553 dans la « propriété de Laurent de Corval, située au devant de la croix de Colle ». La partie la plus élevée, à l'ouest a porté de nombreux noms, dont la « place de l'Olme », de Coille, de Coilly, de Croix-de-Colle, Croix-d'Escolles, d'Escoilles, Décollez, etc. et la Croix de Coulle sur un plan du XVIIIe siècle de Maurille-Antoine Moithey. Jean Pelletier, pour sa part, précise que c'est « une partie de l'espace vers le nord [qui porte] le nom de place de la Croix-de-Crolle ». Maurice Vanario indique que la place a été nommée place de la Croix-de-Colle, puis place Jemmapes entre 1793 et 1810. Louis Maynard cite De Rubys quant à l'origine du nom Décollez qui rappellerait la « décollation », ou décapitation, de dix-neuf mille martyrs sous l'empereur romain Septime Sévère. Il cite également d'autres auteurs, non-nommément, pour l'origine du nom de « croix de colle » et « cruz de colle », signifiant « croix de la colline » en rappelant que se dressaient sur la place un orme et une croix. 

## Histoire
Un marché au bétail a occupé la place du Moyen Âge au XIXe siècle. En 1553, l'Ordre des Minimes fondé à Cosenza en Italie en 1453, s'installe aux abords de la place, sur l'emplacement actuel du collège Jean-Moulin dans un ensemble dont le monastère, l'église et le cloître sont vendus comme biens nationaux en 1791 et détruits peu après. Sur les ruines de l'ensemble est bâtie l'Institution d'enseignement de Notre-Dames-des-Minimes, sécularisée en 1905 avec les loi de séparation des Églises et de l'État et renommée « collège des Minimes », devenu aujourd'hui collège Jean-Moulin.

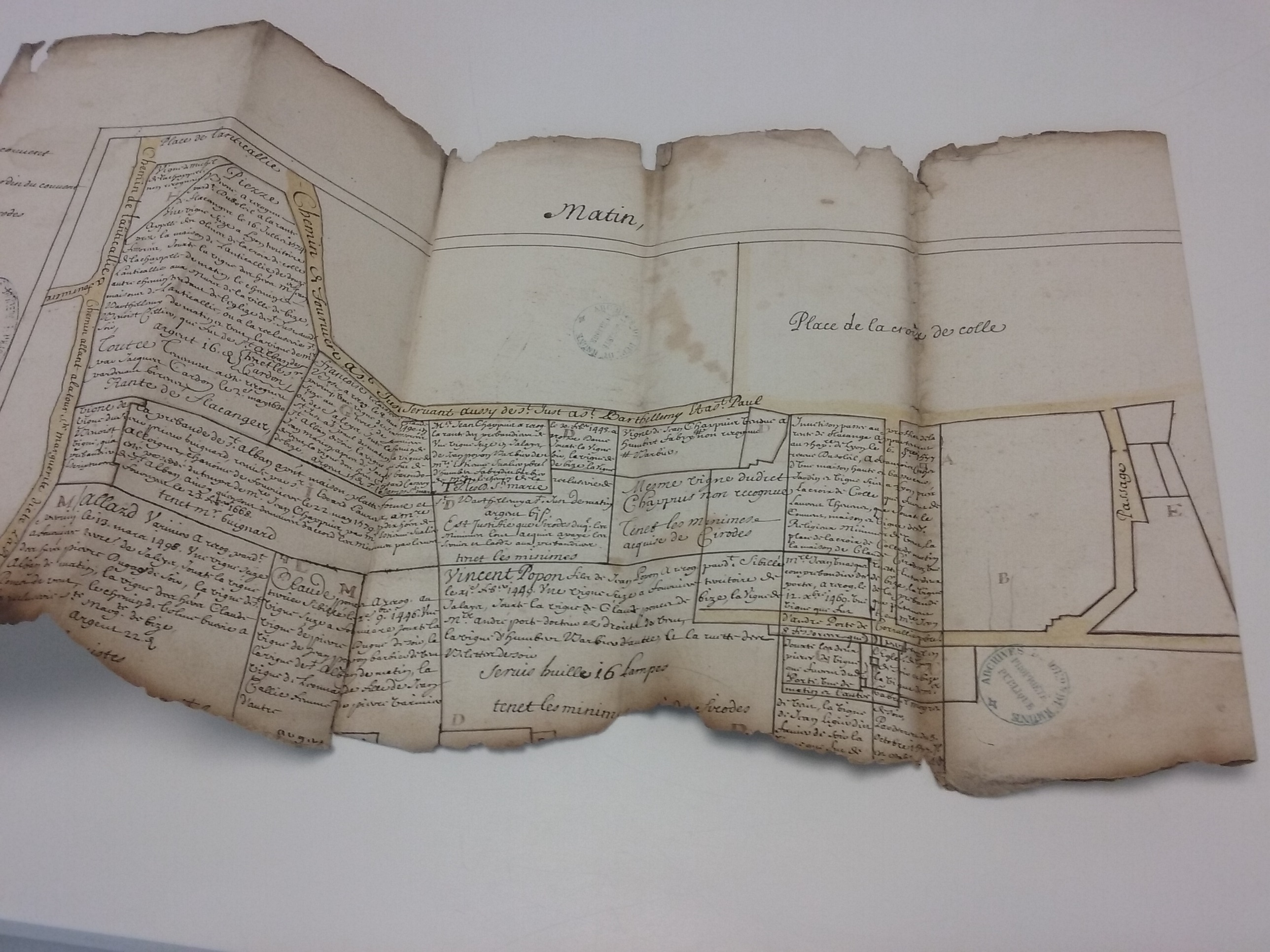
Cartes et plans pour les servis et redevances, XVIIe-XVIIIe s, ADRML 12G 510. Mention de la place sous le nom Place de la croix de colle.
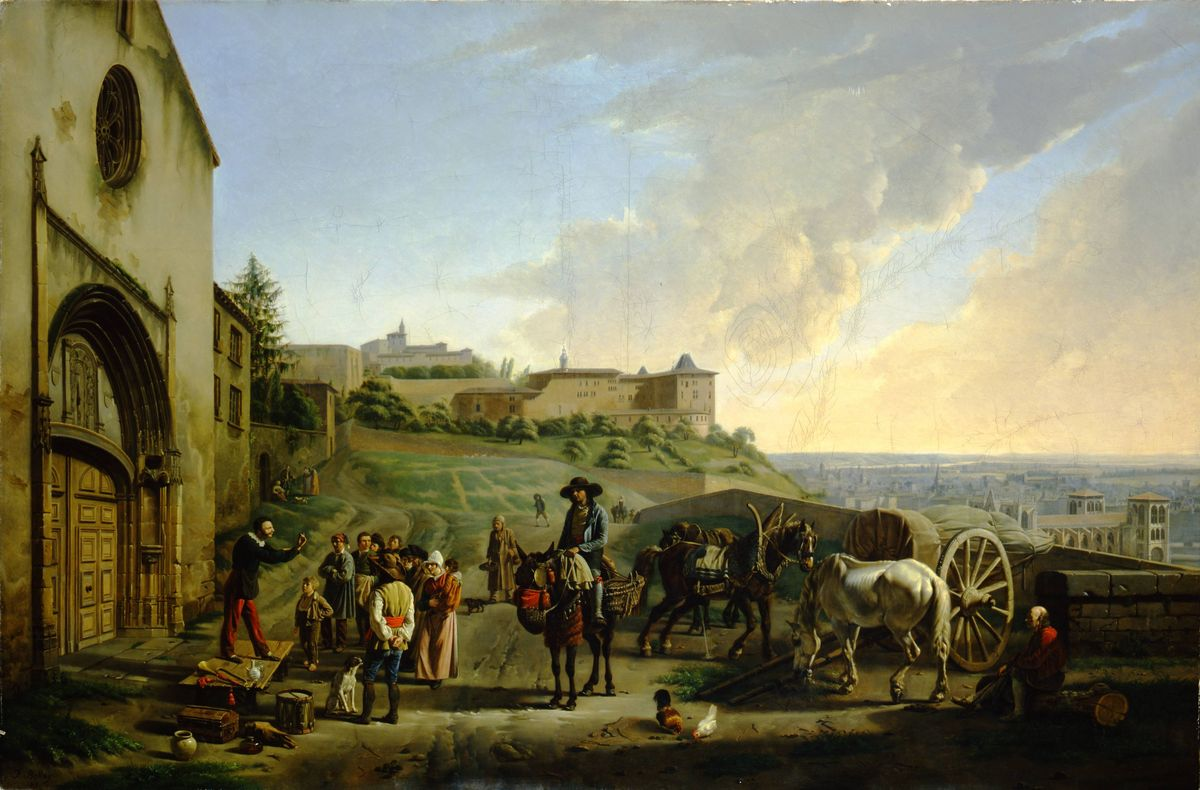
Le Marché de la place des Minimes à Lyon, par François Bellay, Musée des Beaux-Arts de Lyon.

## Description
Au numéro 1 se trouve le collège Jean-Moulin, bâti en partie sur les thermes romains de la rue des Farges, dont la partie méridionale est toujours accessible et visible par cette dernière rue.

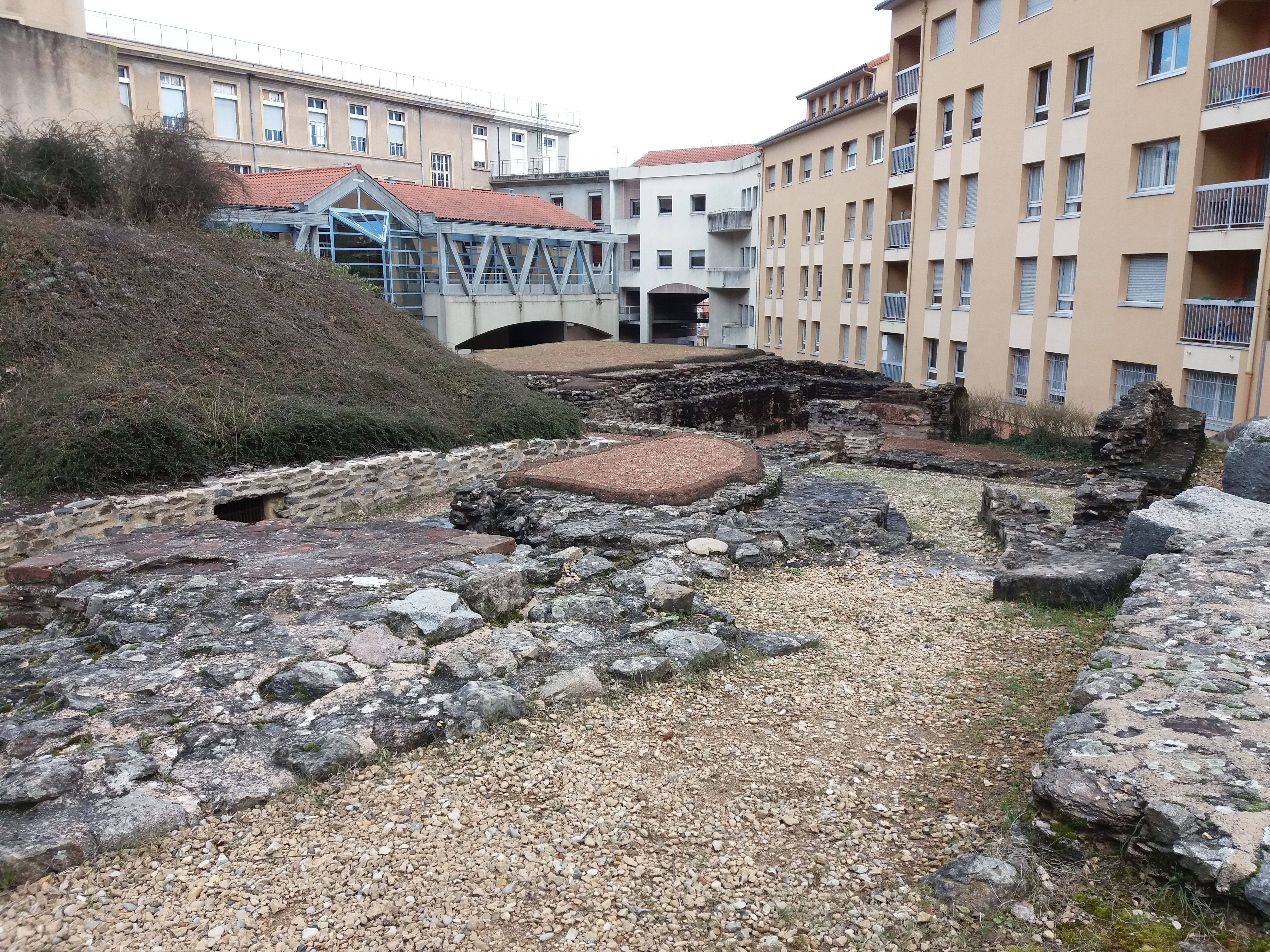
Vestiges des thermes romains de la rue des Farges. Au second plan, la façade méridionale du collège Jean-Moulin.
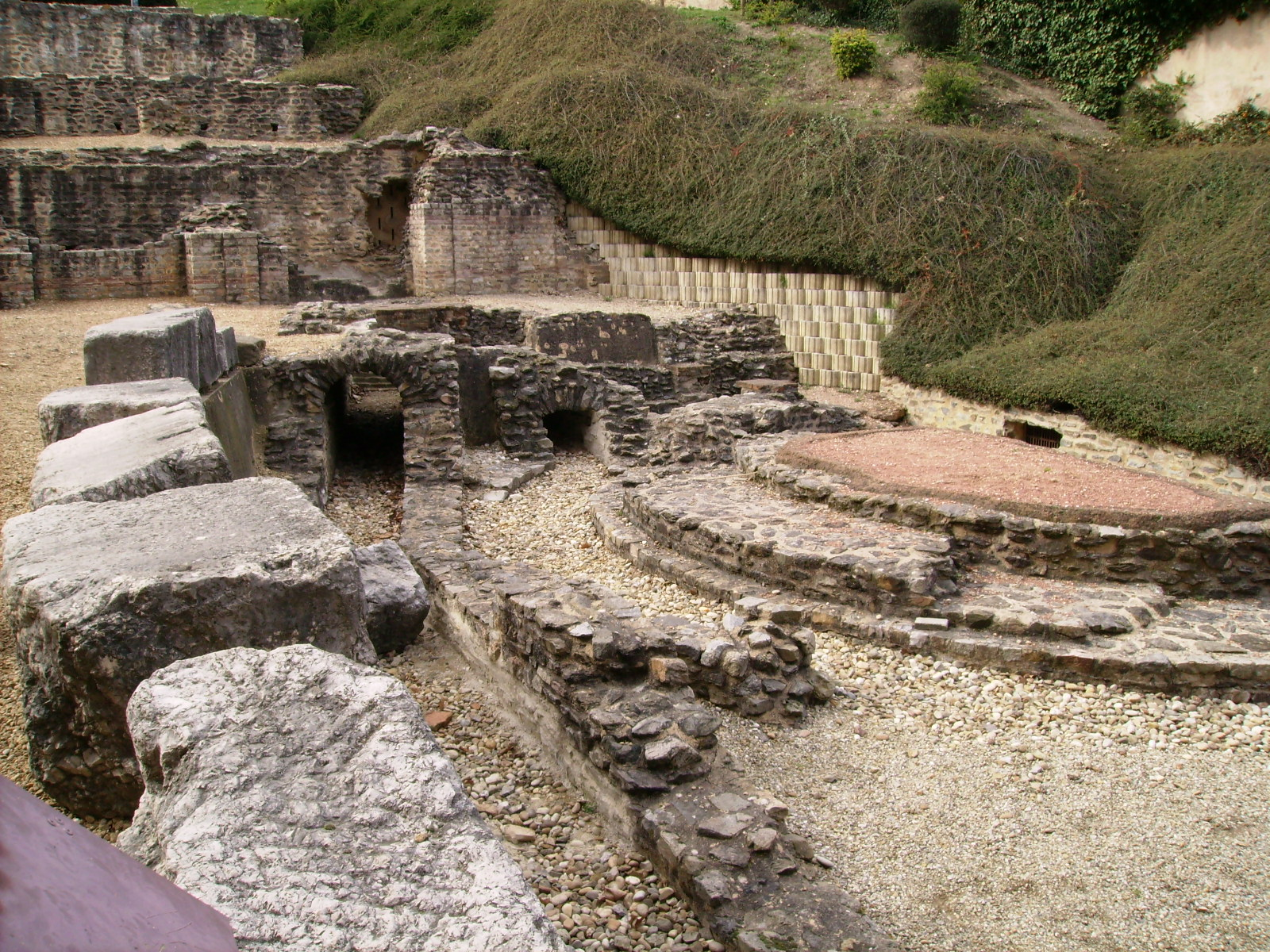
Détail des exèdres des thermes.